# Anders Hansen (golfspiller)
 Der er flere personer med dette navn, se Anders Hansen.
Anders Rosenberg Hansen (født 16. september 1970 i Sønderborg) er en dansk golfspiller. Han blev professionel i 1995.
Anders Hansen brød for alvor igennem på den internationale scene, da han vandt Volvo PGA Championship på Wentworth Club i 2002 og samtidig satte scoringsrekord på 19 under par for senere at slutte som nummer 16 på Order of Merit. I 2003 var han i omspil om Dunhill Championship, men tabte sammen med fire andre til Mark Foster. I 2004 præsterede han syv top 10-placeringer inklusive en andenplads i Open de Madrid. I sin første professionelle turnering på European Challenge Tour sluttede han på andenpladsen i Team Erhverv Danish Open 1995 og kvalificerede sig til PGA Europa Tour i 1998 med en tredjeplads på Q-School. De seneste to år har Anders Hansen repræsenteret Danmark ved WGC World Cup sammen med Søren Hansen. Anders Hansen spillede sig via kvalifikationsrunderne på PGA-touren for år 2007, og er dermed den første dansker der har klaret dette.
27. maj 2007 genvandt han BMW PGA Championship på Wentworth Club efter omspil mod Justin Rose.
I vinteren 2009 spillede Anders Hansen på Sunshine Touren i Sydafrika, hvor han den 11. januar 2009 vandt Joburg Open (Europa Touren var medarrangør) og den 15. februar Vodacom Championship.
I oktober 2015 annoncerede han, at han havde spillet sin sidste turnering.

## Professionelle sejre (4)

### European Tour sejre (3)
- 2002 Volvo PGA Championship
- 2007 BMW PGA Championship
- 2009 Joburg Open (Sunshine Touren var medarrangør)

### Sunshine Tour sejre (2)
- 2009 Joburg Open (Europa Touren var medarrangør) og Vodacom Championship
- Anders Hansen blev samlet af vinder af Sunshine Tour i 2009

## Holdmesterskaber

### Amatør
- Eisenhower Trophy : 1994

### Professionelle
- World Cup: 1999, 2002, 2003, 2004, 2005, 2007, 2008

## Ekstern henvisning
- Profil og blog på www.jointhegolfers.com Arkiveret 7. december 2009 hos  Wayback Machine
- Profil på European Tour's officielle hjemmeside
- Profil på PGA Tour's officielle hjemmeside Arkiveret 22. juli 2017 hos  Wayback Machine